# Detroit: Become Human
Detroit: Become Human és un joc d'aventura gràfica i acció desenvolupat per Quantic Dream i publicat per Sony Interactive Entertainment, de forma exclusiva per a la plataforma Playstation 4 el dia 29 de maig del 2018. La trama gira al voltant de tres androides: Kara (Valorie Curry), que s'escapa per salvar a la filla del seu propietari, un home abusiu i que maltractava a l'androide i la filla; Connor (Bryan Dechart), un policia-androide, encarregat de cercar als androides "divergents"; i Markus (Jesse Williams), que es dedica a alliberar altres androides de la servitud dels humans. Poden sobreviure o morir en funció de les opcions de diàleg que configuren la història.
L'argument de la història se situa en un futur on els androides, amb aparença totalment humana, comencen a desenvolupar sentiments i emocions pròpies dels éssers humans, aquest fet deriva amb problemes amb els mateixos humans.
Detroit: Become Human es basa en la demostració tecnològica de Quantic Dream 2012 Kara. Per investigar la configuració, els desenvolupadors van visitar Detroit, Michigan. L'elaboració del guió va durar dos anys, ja que el director David Cage va haver de consultar als experts sobre el món de la intel·ligència artificial. Van construir un nou motor per complementar el joc i fer un llarg càsting abans de començar el procés de rodatge i animació.
El joc va tenir molt bona crítica per part dels medis que van elogiar la construcció de la història tant per la part narrativa com per la construcció dels personatges, ambients, temàtica i per la tècnica d'animació. El joc és el llançament més exitós de Quantic Dream i ha venut la quantitat aproximada d'1,5 milions de còpies.

## Jugabilitat
Detroit: Become Human és un joc d'aventures que es juga amb una vista de tercera persona on podem anar variant la perspectiva del personatge. El jugador es troba davant d'una història on controla mitjançant diverses històries tres diferents personatges principals simultàniament i aquests poden morir sense que signifiqui el final del joc. El jugador es trobarà en diverses situacions d'investigació i aventura on mitjançant els diàlegs i accions haurà de prendre diverses decisions que determinaran la història.

## Personatges
Kara: és un model d'assistent domèstic AX400 creat per CyberLife. El AX400 és un model comú, dissenyat per encarregar-se de les tasques domèstiques i cuidar a nens petits. Poden parlar 300 idiomes diferents, cuinar més de 9000 plats, ajudar els nens amb les seves tasques i jugar amb ells. Kara és propietat d'un ex taxista aturat, anomenat Todd Williams, un personatge estrany i impredictible. Ell és el pare d'una nena petita anomenada Alice, de qui Kara té la tasca de cuidar. En circumstàncies difícils, ràpidament aprenen que no estan segures amb Todd. Ambdues fugiran i lluitaran per trobar un camí a la llibertat. En convertir-se en fugitives, descobriran un món inconnex que s'enfonsa i comprendran l'estrany sentiment que les uneix. Viatjaran de trobada en trobada, enfrontant la violència i l'odi, però també l'empatia dels qui mantenen l'esperança.
Connor: és un prototip, anomenat RK800, creat per CyberLife. El seu objectiu inicial és ajudar els detectius humans en les seves recerques oferint-los assistència tecnològica. També està equipat amb un mòdul social especialment desenvolupat per crear el "soci ideal", capaç d'integrar-se en qualsevol equip. Està equipat amb característiques especials, com un analitzador molecular en temps real i un sofisticat simulador que pot reconstruir esdeveniments passats. Ell és excepcionalment intel·ligent, fred i decidit, llest per fer qualsevol cosa per tenir èxit en la seva missió. Quan s'informen els primers casos d'androides amb comportament anormal, CyberLife ofereix enviar aquest prototip per ajudar a la policia de Detroit. Connor ja s'ha sotmès a proves de camp amb androides, però aquesta és la seva primera recerca. Connor és enviat a unir-se al tinent Hank Anderson, un detectiu amb problemes de depressió i alcoholisme que té un odi particular als androides. Connor haurà d'utilitzar el seu mòdul de "psicologia" per guanyar-se el respecte del seu company i descobrir la veritat sobre els divergents.
Markus: és un androide que pertany al cèlebre pintor Carl Manfred, un ancià que va perdre l'ús de les seves cames. Si al principi Markus no era més que una màquina als ulls de Carl, després es va desenvolupar gradualment un afecte paternal. Carl tracta a Markus com si fos humà, li ensenya a pintar, ho exposa a la literatura i la música; desenvolupant el seu esperit androide una mica cada dia. Finalment, Carl arriba a pensar en Markus com un fill, per a gran descontentament del fill biològic de Carl, Leo. El viatge de Markus ho portarà de cuidador al servei d'un ancià a dirigir una revolució androide històrica. Però liderar una revolució serà molt més difícil que qualsevol cosa que Markus pugui imaginar: ha de bregar amb els desacords fàctics del seu poble, enfrontar dilemes insolubles, eleccions morals i sacrificis. Ha de triar un camí entre la violència i el pacifisme, entre un puny tancat i una mà estesa. A través de les seves eleccions, Markus escriurà la història del seu poble i els portarà a la llibertat o a la destrucció.

## Argument
L'androide assistent Markus i el seu amo, Carl Manfred, tornen a casa d'un esdeveniment social i alerten a la policia d'un possible robatori. Es tracta del fill de Carl Manfred, el qual li estava robant valuosos quadres al seu pare Carl. Davant això es deslliga una discussió entre pare, fill i l'andoide Markus, que es deslliga d'una barrera que li oprimia dels seus "sentiments i emocions", finalment arriba la policia i dispara a l'andoride. Markus desperta en un escombriaire ple d'androides trencats i, després de reparar-se, aconsegueix escapar. Seguint un mapa que li va donar un altre androide, troba el camí a Jericho, un vaixell de càrrega destrossat i refugi segur per als divergents. Markus encoratja als altres a fer el necessari per sobreviure i eventualment barallar pels seus drets. Podent optar per usar mètodes pacífics o violents, realitzen diversos actes de desobediència civil, incloent-hi una transmissió televisiva d'abast per tota la ciutat, la qual cosa capta l'atenció de la ciutadania i fa que més androides s'uneixin a la seva causa. Això culmina amb l'FBI atacant i destruint Jericho. Si sobreviu, Markus i els supervivents marxen a un dels camps establerts per destruir als androides. En una conversa amb l'agent principal, Markus pot rendir-se o mantenir-se ferm, la qual cosa resulta en, depenent dels actes subsegüents i de l'opinió pública, que tots morin o que la presidenta obri diàlegs de pau amb ells.
L'androide policial Connor és enviat per la corporació CyberLife a assistir al tinent Hank Anderson, un policia veterà amb problemes amb la beguda que odia als androides. En el curs de la seva recerca sobre un brot d'androides divergents, poden forjar un vincle o distanciar-se, aquesta última culminant potencialment en què Hank se suïcidi. Connor també descobreix que, cada vegada que mor, la seva memòria és transferida a un nou model. Durant la seva cacera del grup de Markus, comença a dubtar de si mateix, encara que pot triar mantenir-se ferm amb les seves creences. Eventualment, coneix al fundador de CyberLife, qui depenent de les seves eleccions, ho guia a Jericho, encara que ell és obligat a sortir quan l'FBI realitza l'atac. Depenent de les seves eleccions passades, Connor pot tornar-se un divergent per si mateix. Si no ho fa, intentarà abatre a Markus amb un rifle de franctirador durant la seva protesta final, però serà detingut per un equip SWAT o per Hank. Si els divergents sobreviuen, Connor estarà en el discurs donat per Markus, on pot triar entre disparar-li o no. Si opta per aquesta última, es alliberarà del control de CyberLife per sempre.
Kara, una androide d'assistència domèstica propietat de Todd Williams i la seva filla Alice, escapa amb la nena després que el seu pare les ataqui sota la influència de les drogues i converteix a Kara en divergent. Les dues viatgen per tot Detroit buscant arribar a el Canadà, on estaran segures, ja que no hi ha lleis específiques sobre androides. En el camí, es fan amigues d'un altre androide anomenat Luther, qui s'uneix a elles en el seu viatge. El viatge es fa cada vegada més difícil a mesura que la revolució de Markus aixeca tensions i el govern comença a carregar contra els androides. Busquen l'ajuda de Rose, qui els envia a Jericho, on poden obtenir passaports per travessar la frontera. Queden atrapats en l'atac al vaixell, la qual cosa pot resultar en la mort de Luther, Kara i Alice. Kara també pot descobrir que Alice és una androide que Todd va comprar per reemplaçar a la filla que es va portar la seva esposa. Reben passaports i aconsegueixen abordar l'autobús que els portarà a el Canadà. Si Kara tria robar els bitllets d'una parella, arribaran a la frontera, solament per trobar un punt de control on escanegen als androides. Si retornen els bitllets, es trobaran amb el fill de Rose, qui els deixarà en el riu que limita amb el Canadà, on amb uns pots intentaran travessar la frontera. Kara pot sacrificar-se, sacrificar a Luther o, si ho havia ajudat prèviament, a un altre androide anomenat Jerry per saltar-se el control. Si ho aconsegueixen, i Markus va portar una protesta pacífica, Alice pot passar sola, amb Kara o Luther, o juntament amb els dos. No obstant això, si no es pren cap decisió, i si Markus va portar una protesta violenta, seran executats per oficials propers.

## Desenvolupament
La idea del joc va sorgir d'una demostració tècnica trucada "Kara" realitzada per Quantic Dream l'any 2012. El curtmetratge explicava la història d'una jove trucada Kara, que havia d'escapar d'una fàbrica de androides en descobrir que tenia sentiments. Aquest video es va convertir en viral a la plataforma de Youtube i va fer convencer a l'estudi de realitzar aquest projecte.
L'anunci oficial del joc es va realitzar en la conferència de Sony durant la Paris Games Week. David Cage, director de Quantic Dream, va explicar que "la idea no era narrar una altra història sobre intel·ligències artificials, sinó que volíem parlar sobre el que significa ésser humà i què sentiríem en posar-nos en la pell d'un androide que descobreix el nostre món i les seves pròpies emocions".
L'1 de març de 2018, Sony va confirmar la data de llançament de Detroit: Become Human pel 25 de maig de 2018. També es va informar que es posaria a la venda una edició digital Deluxe que comptaria amb diversos continguts extres. Aquesta edició especial incloïa una còpia digital del videojoc Heavy Rain, un llibre d'art digital, la banda sonora original amb bonus tracks, dos temes dinàmics para PS4 i avatars per PlayStation Network. A més, aquells que van reservar Detroit: Become Human a través de la PlayStation Store, van rebre la banda sonora original del joc, la qual és diferent a la inclosa en la versió Deluxe, un tema dinàmic para PS4 ambientat a la ciutat de Detroit, i l'accés anticipat al títol Heavy Rain des del mateix moment en què es realitzava la reserva.
El videojoc, en les seves versió per PlayStation 4 estàndard, compta amb una resolució de 1080p i 30 quadres per segon, i té opció per HDR en els televisors compatibles. Per la seva banda, la versió per PlayStation 4 Pro millora la resolució fins als 2160p mitjançant renderizado "checkerboarding", a excepció dels menús, que poden veure's en una resolució 4K nativa. També compta amb efectes visuals millorats, com per exemple, en la il·luminació.
El 23 d'abril de 2018, Sony i Quantic Dreams van anunciar que el desenvolupament del videojoc havia finalitzat. A més, van informar que el 24 d'abril es publicaria una demo del joc en la PlayStation Store.